# Joseph Montoya
Joseph Manuel Montoya, född 24 september 1915 i Pena Blanca, New Mexico, död 5 juni 1978 i Washington, D.C., var en amerikansk demokratisk politiker. Han representerade delstaten New Mexico i båda kamrarna av USA:s kongress, först i representanthuset 1957-1964 och sedan i senaten 1964-1977. Han var av spansk härkomst.
Montoya studerade vid Regis College och avlade 1938 juristexamen vid Georgetown University. Han var viceguvernör i New Mexico 1947-1951 och 1955-1957.
Kongressledamoten Antonio M. Fernández avled 1956 i ämbetet. Montoya vann fyllnadsvalet följande år och efterträdde Fernández i representanthuset.
Senator Dennis Chavez avled 1962 i ämbetet och republikanen Edwin L. Mechem blev utnämnd till senaten. Montoya besegrade Mechem i fyllnadsvalet 1964 och valdes samtidigt till den följande sexåriga mandatperioden. Han omvlades 1970. Astronauten Harrison Schmitt besegrade Montoya i senatsvalet 1976.
Montoya var katolik. Hans grav finns på Rosario Cemetery i Santa Fe, New Mexico.